# مالپارتیدا د پلاسنکیا
مالپارتیدا د پلاسنکیا (به اسپانیایی: Malpartida de Plasencia) یک منطقهٔ مسکونی در اسپانیا است که در استان کاسرس واقع شده‌است. مالپارتیدا د پلاسنکیا ۳۷۳ کیلومتر مربع مساحت دارد ۴۶۷ متر بالاتر از سطح دریا واقع شده‌است.